# تحيز نحو الوجه

رسم توضيحي لحساب مؤشر الوجهية على مقطعين من صورة الموناليزا.

التحيز نحو الوجه (بالإنجليزية: Face-ism)‏ هو إعطاء الأهمية النسبية للوجه في تصوير الرجال والنساء، إذ تميل وسائل الإعلام إلى التركيز أكثر على وجوه الرجال وأجساد النساء.
عرّف مصطلح التحيز نحو الوجه أو "بروز الوجه" في دراسة عام 1983 حيث قيس بروز الوجه باستخدام "مؤشر الوجهية" وهو نسبة بين قياسين خطيين،مع المسافة (بالمليمتر أو أي وحدة أخرى) من قمة الرأس إلى أدنى نقطة مرئية للذقن هي البسط، ويكون المقام هو المسافة من قمة الرأس إلى أدنى جزء مرئي من جسم الشخص الذي يدرس. وقد اكتشف أن بروز الوجه للرجال كان أعلى بكثير من النساء عبر المجتمعات والزمن.
توصلت الدراسات اللاحقة إلى نتائج متسقة، وبالتالي ساعدت في تأكيد الوجود المنتشر للتحيز نحو الوجه. على سبيل المثال، لوحظ انتشار ظاهرة الوجه في المجلات الإخبارية والمجلات النسائية في السبعينيات والثمانينيات. ووثقت الوجوه في البرامج التلفزيونية في أوقات الذروة [الإنجليزية]. وثمة أدلة تشير إلى أن مؤشر الوجهية ما زال موجودًا في وسائل الإعلام المطبوعة الرئيسية، حتى في عام 2004. وقد أظهرت الدراسات أن الرجال في المهن المركزة على الذكاء يميلون إلى الحصول على نسبة أعلى من الوجه إلى الجسم مقارنة بالنساء في مهن مماثلة، في حين يميل النساء في المهن البدنية إلى الحصول على نسبة أعلى من الوجه إلى الجسم مقارنة بالرجال في مهن مماثلة. وجدت دراسة متعددة الثقافات حول الوجه أن الوجه في صور السياسيين أكثر وضوحًا في المجتمعات التي تتساوى بين الجنسين مقارنة بالمجتمعات غير المتكافئة بين الجنسين.
لا توجد علاقة بين مفهوم الوجه وإدراك العقل.

## تداعيات
وجدت الدراسات أن صور الأخبار التي تتميز بملامح وجه بارزة تولد تقييمات أكثر إيجابية بشأن الذكاء والطموح والمظهر الجسدي بالمقارنة مع الصور التي تتميز بملامح وجه غير بارزة، وذلك بغض النظر عن الفروق بين الجنسين.
بالمثل، أشارت دراسة أخرى إلى أن الأبعاد العقلية المختلفة بما في ذلك الذكاء والشخصية والطابع، ترتبط ارتباطًا وثيقًا بالوجه والرأس؛ وقد ينقل مؤشر الوجهية الأعلى للرجال انطباعات بشأن الذكاء والهيمنة والسيطرة الأكبر. على النقيض من ذلك، فإن الشكل الأكبر لجسد المرأة (الذي تم تحليله في إعلانات البيرة التلفزيونية [الإنجليزية] يعمل على تعزيز الصور النمطية للمرأة على أنها تذكارات أو تشييء جنسي بدون شخصية.
قد لا يقتصر مفهوم التحيز نحو الوجه على الاختلاف بين الجنسين فحسب، بل يمكن أن ينطبق أيضًا على الاختلاف العرقي. على سبيل المثال، كشفت الدراسة أن القوقازيين لديهم تحيز نحو الوجه أعلى من السود عبر أنواع الوسائط المختلفة.

## مقالات ذات صلة
- إعلان
- نوع اجتماعي
- انحياز إعلامي
- التحيز الجنسي
- صورة نمطية